# Game Over
Game Over a fost prima revistă de jocuri pe PC din România. Ultimele numere includeau și  CD.  În ciuda popularității ei printre gameri, datorate mai ales stilului aparte, punctat de umor, revista s-a desființat în 1999, din motive financiare.